# Wojciech Kapinos (młodszy)
Wojciech Kapinos (młodszy) zwany Życzliwym, również Kapinosowicz, Kapinoszczyk (ur. 1577 we Lwowie, zm. 1655 tamże) – polski architekt i geometra związany twórczością ze Lwowem.
Syn Wojciecha Kapinosa, wnuk pochodzącego z Lombardii Feliksa Trębacza. Do cechu budowniczych wszedł w 1601, otrzymał wówczas przydomek "Życzliwy". Wcześniej, od 1598 pracował razem ze swoim ojcem i Sebastianem Czeszkiem w przedsiębiorstwie kamieniarsko-budowlanym. Po śmierci ojca wszedł w spółkę ze szwagrem, Pawłem Rzymianinem. Pomimo że spędził całe życie we Lwowie, zachowane o nim informacje pochodzą wyłącznie z dokumentacji budowanych przez niego obiektów. Tadeusz Mańkowski podczas swoich badań udowodnił, że Wojciech Kapinos (młodszy) był również rzeźbiarzem, który stworzył nagrobek św. Jana z Dukli w kościele św. Andrzeja. Wołodymyr Lubczenko twierdzi, że był on najlepszym rzeźbiarzem lwowskim pierwszej połowy XVI wieku.

## Dorobek architektoniczny
- Nagrobek św. Jana z Dukli w Kościół św. Andrzeja i klasztor Bernardynów we Lwowie wykonany w 1608 na zamówienie Mikołaja Daniłowicza;
- Projekt fortyfikacji Lwowa przygotowany w 1614 wspólnie z Pawłem Rzymianinem i Ambrożym Przychylnym, jako alternatywa dla projektu Teofila Szemberga i Aurelio Passarottiego;
- Udział w budowie Kościoła Podwyższenia Krzyża Świętego, budowanego na zamówienie cechu ślusarzy i kowali przy Bramie Halickiej w 1628;
- Popiersia Pawła i Marcina Kampianów oraz Marka Ostrogórskiego na ich grobowcu rodzinnym w Kaplicy Kampianów w Katedrze Łacińskiej we Lwowskiej, wykonane z czerwonego marmuru karpackiego. Wołodymyr Lubczenko ustalił, że wcześniej znajdowały się w innym miejscu, dopiero podczas jednej z przebudów kaplicy zostały umieszczone w obecnym miejscu;
- Nagrobek Stanisława, Jana, Reginy i Zofii Żółkiewskich w kolegiacie św. Wawrzyńca w Żółkwi, pracę tę przypisuje Wojciechowi Kapinosowi (młodszemu) Wołodymyr Lubczenko, Jerzy Petrus jest zdania, że nagrobek jest dziełem artysty z kręgu Jana Pfistera;
- Kościół Narodzenia Najświętszej Marii Panny w Komarnie, budowa rozpoczęta w 1643 została ukończona w 1658. Tadeusz Mańkowski mylnie przypisywał autorstwo projektu kościoła Janowi Pokorowiczowi, co podtrzymał Jerzy Petrus powołując się na kopię projektu z 1785. Uważał on, że Wojciech Kapinos (młodszy) mógł być najwyżej autorem dekoracji rzeźbiarskiej elewacji tej świątyni;
- Ukończenie budowy kościoła w Żurowie koło Stanisławowa. Niedługo przed śmiercią Paweł Rzymianin w testamencie wspomniał o kościele budowanym ze szwagrem Wojciechem Kapinosem (młodszym), który został poświęcony w 1621 o czym wspomina tablica fundacyjna. Świątynię zburzono w 1958;
- Budowa ok. 1626 wieży przy kościele Matki Bożej Śnieżnej we Lwowie, współautorem projektu był Jan Pokorowicz;
- Badania naukowe wskazują na kierownictwo budowy kościoła parafialnego w Jezupolu, zaprojektowanego przez Pawła Rzymianina. Świątynię erygowano ok. 1651, w 1676 została uszkodzona a ruiny rozebrano w 1775.